# Henri Legohérel
Henri Legohérel, né le 6 septembre 1937 à Morlaix et mort le 6 septembre 2019 dans la même ville, est un historien français du droit.
Il est spécialiste d'histoire de la marine.

## Biographie
Henri Legohérel est fils d'enseignants.
Docteur en droit (1962), agrégé d'histoire du droit (1963), il a enseigné à l'université de Dakar, à l'université de Nantes et l'université d'Angers. Il a également été président de l'université d'Angers (1972-1976), recteur de l'Académie de Besançon (1976-1982) et de l'Académie de Poitiers (1987-1990).
Il a été président de la Société française d'histoire maritime (2010-2013), et il est président de l'Académie de marine de 2014 à 2016. Il est membre de l'association Océanides[réf. souhaitée]. Il est également capitaine de frégate de réserve.
En 2005, il est nommé officier de la Légion d'honneur.
Il meurt le 6 septembre 2019 à Carantec (Finistère),.

## Publications
- Les trésoriers généraux de la Marine (1517-1788), Paris, Cujas, 1965

grand prix de l'Académie de marine[réf. souhaitée]
- Histoire du droit public français, Paris, PUF, coll. « Que sais-je ? », 1986
- L'économie des temps modernes, Paris, PUF, coll. « Que sais-je ?, 1991
- Histoire du droit international public, Paris, PUF, coll. « Que sais-je ?, 1996
- Histoire de la marine française, Paris, PUF, coll. « Que sais-je ?, 1999
- Les Plantagenêts, Paris, PUF, coll. « Que sais-je ?, 1999
- Avec Jean Imbert, Histoire de la vie économique ancienne, médiévale et moderne, Paris, Cujas, 2004
- Le recteur d'académie : 200 ans d'histoire (1808-2008), Paris, Cujas, 2008
- Figures de proue : navires et marins de légende, Paris, La Poste 2008

## Distinctions
- Officier de la Légion d'honneur
- Officier de l'ordre national du Mérite
- Commandeur de l'ordre des Palmes académiques
- Officier de l'ordre du Mérite maritime